# Maranello
Maranello (Maranèl in dialetto modenese) è un comune italiano di 17 359 abitanti della provincia di Modena in Emilia-Romagna, situato a sud del capoluogo.
Dal 1943 è la sede dello stabilimento della Ferrari, prestigiosa azienda produttrice di auto sportive di lusso fondata dal modenese Enzo Ferrari.
Nel 2009, con decreto del 16 dicembre, il presidente della Repubblica Giorgio Napolitano ha conferito al comune di Maranello il titolo di città.

## Geografia fisica
Il comune è situato 19 km a sud di Modena, sulla strada provinciale 3 "via Giardini". Fa parte dei comuni della fascia pedemontana e dell'Unione dei comuni del Distretto ceramico, insieme ai comuni di Fiorano Modenese, Formigine, Sassuolo, Frassinoro, Montefiorino, Palagano e Prignano sulla Secchia. Il centro abitato è stretto tra le prime asperità che conducono all'Appennino modenese e la pianura occupata da campi e industrie.

## Storia

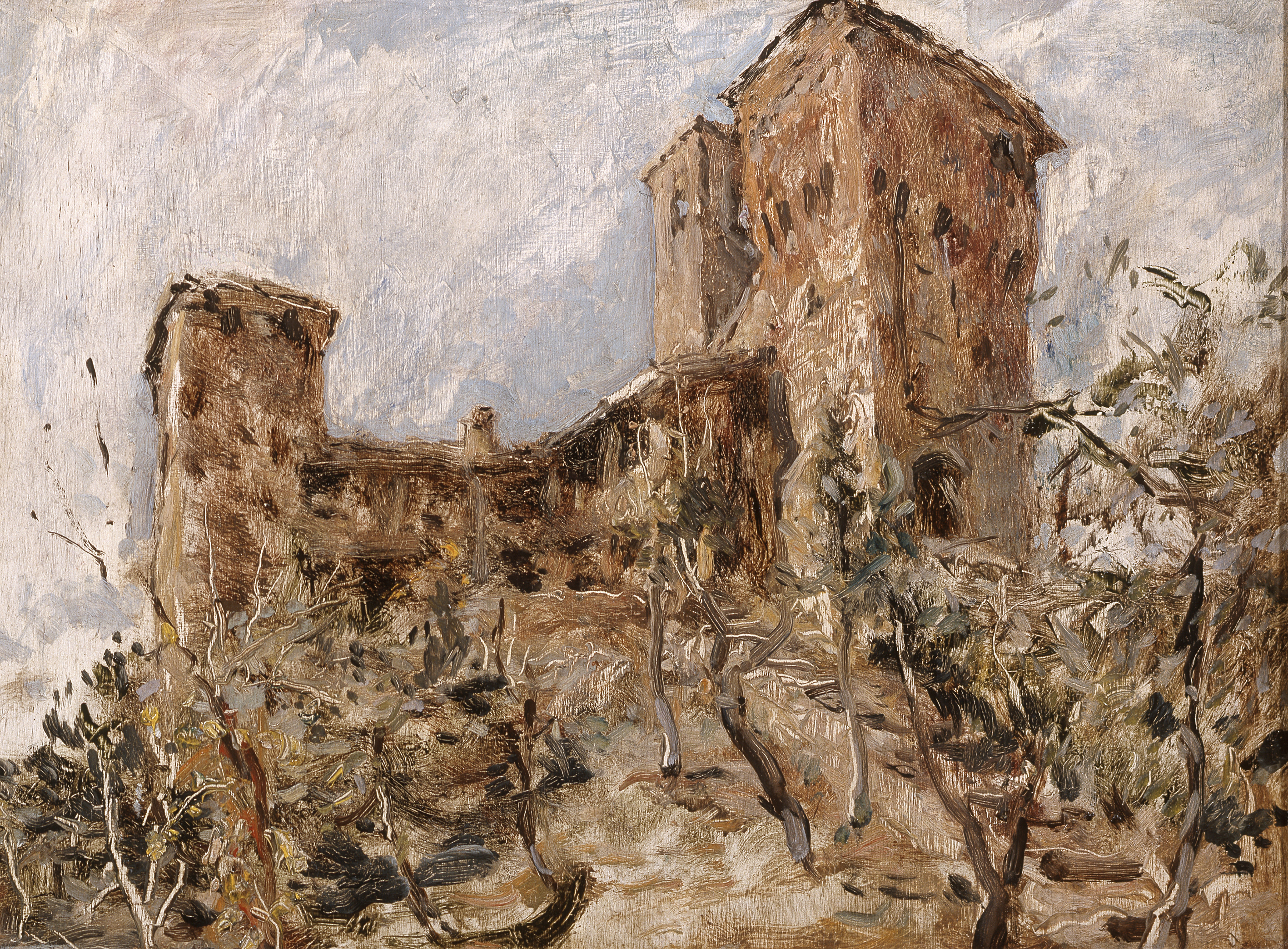
Giuseppe Graziosi, Il castello di Maranello, 1936 - 1942, Modena, Gipsoteca "Giuseppe Graziosi"

Ritrovamenti archeologici documentano l'esistenza di Maranello almeno dall'età del bronzo (1800-1000 a.C.), ma sono stati rinvenuti numerosi reperti anche di epoche molto precedenti, come i resti della Terramare di Gorzano o la necropoli della Cumarola risalente all'Eneolitico (III millennio a.C.).
Vi furono inoltre insediamenti di popolazioni di estrazione ligure (Ligures friniates), che le legioni romane che stavano via via conquistando l'Italia assoggettarono tra il 189 ed il 179 a.C. La conferma della presenza romana si trova in una delle strade principali che attraversano il paese, la via Claudia: era un antico percorso, forse di epoca etrusca, alternativo ad un tratto della via Emilia che venne sistemato dal console Claudio, il quale vi legò il suo nome.
Fu di grande importanza la scoperta nel 1987, in località Torre delle Oche, dei resti di una fornace di epoca romana: da allora sono stati completati gli scavi che hanno portato alla luce l'intero impianto con numerosi reperti tra cui due anfore. Il materiale rinvenuto è esposto nel museo archeologico presso il palazzo dei Musei in largo Sant'Agostino a Modena.
Il nome Maranello deriva con ogni probabilità dall'insediamento di una famiglia di Marano sul Panaro (un comune confinante a sud), gli Araldini o Arardini, che vi costruì il castello tuttora esistente, situato in posizione strategica come sentinella all'accesso nel Frignano. Il castello fu ricostruito in parte dopo il terremoto del 1501. Le case intorno al castello costituiscono il borgo chiamato Maranello vecchio. Dopo alterne vicende il maniero fu acquistato nel 1936 da Giuseppe Graziosi, pittore e scultore di fama che vi lavorò e vi abitò. Restaurato dopo la seconda guerra mondiale, è divenuto proprietà privata e, pertanto, non è più accessibile al pubblico.
La già citata via Giardini, ex statale dell'Abetone, ha assunto una grande importanza logistica poiché è divenuta la strada che passa davanti allo stabilimento della Ferrari. Voluta dal duca Francesco III d'Este per unire il ducato di Modena col Granducato di Toscana e favorire così lo sviluppo economico e sociale del Paese, venne iniziata nel 1766 e terminata in dieci anni: si trattava per l'epoca di un'impresa gigantesca, con una lunghezza di quasi 100 km in territorio Modenese, dal capoluogo al confine toscano. Sul percorso erano dislocati stazioni di posta, osterie, fontane, posti di ricovero e ristoro per i viaggiatori, una vera autostrada ante litteram. Il progetto e la direzione dei lavori vennero affidati all'ingegnere Pietro Giardini che impiegò nell'impresa 3000 operai. Il Duca, entusiasta del risultato, diede alla strada il nome del suo realizzatore.
Grazie a questa strada e trovandosi ai piedi dell'Appennino tosco-emiliano, Maranello acquistò per i modenesi la fama di luogo di villeggiatura.
Nel 1943 la guerra costrinse Enzo Ferrari a trasferire la sua fabbrica fuori Modena. La scelta cadde su Maranello, dove Ferrari già possedeva del terreno che ampliò con successivi acquisti. Tale scelta fu guidata anche dal rifiuto dell'amministrazione comunale di Formigine che non permise al Drake di aprire lì la nuova sede dello stabilimento.
All'incrocio tra la via Giardini e la via Claudia si è sviluppato il paese che per molti anni è stato chiamato Maranello nuovo. Oltre al nucleo centrale, il comune di Maranello è formato anche dalle località di Bell'Italia, Pozza, Gorzano, Torre Maina, Torre delle Oche, Fogliano e San Venanzio.

### Simboli
Lo stemma di Maranello era stato riconosciuto con decreto del capo del governo del 1º febbraio 1931.
L'albero, le pere e l'uva rappresentano il carattere agricolo e la fertilità del territorio comunale.
Con il decreto del presidente della Repubblica del 2011 lo stemma è stato modificato con l'aggiunta degli ornamenti da Città.
Il gonfalone è un drappo di porpora.

## Monumenti e luoghi d'interesse

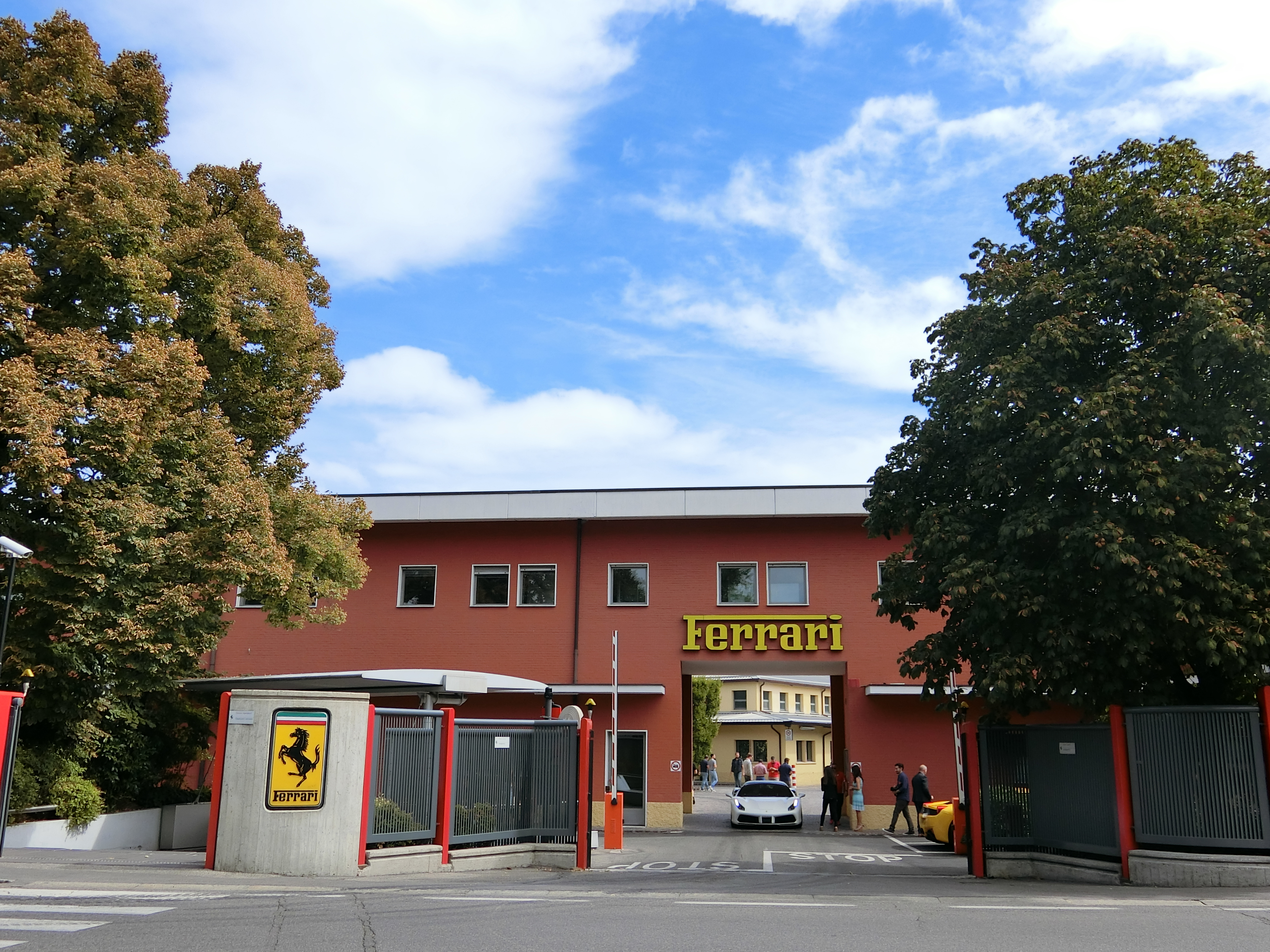
Ingresso della fabbrica della Ferrari

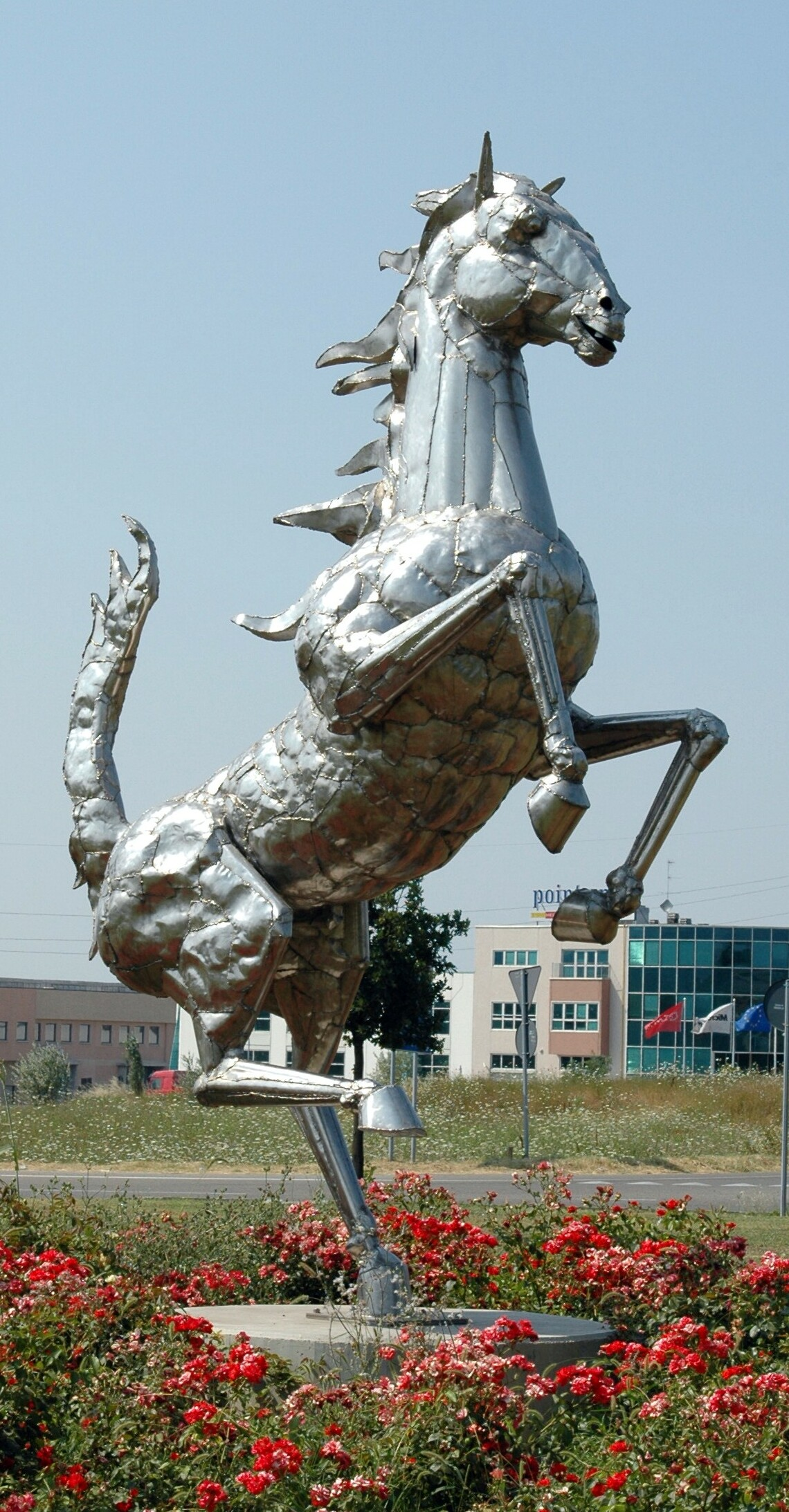
Il Cavallino rampante

### Centro storico
Nel centro di Maranello, costruita tra il 1894 e il 1903, si trova la chiesa parrocchiale, nuovo polo di aggregazione per il paese che cominciava a svilupparsi in prossimità dell'incrocio tra via Giardini e via Claudia. La torre campanaria venne eretta alcuni anni più tardi, tra il 1909 e il 1913.
Ancora nel centro di Maranello oltre al Mosaico Piazza Libertà (realizzato nel 2000, riproduce lo stemma del comune), è possibile ammirare il monumento a Enzo Ferrari, opera dello scultore modenese Marino Quartieri. Il monumento al Cavallino Rampante, dello scultore di origine albanese Helidon Xhixha, è invece situato vicino agli stabilimenti ed alla Galleria del vento.
Degno di nota è anche il piccolo e pittoresco castello (edificato attorno all'Anno Mille e ricostruito nel Cinquecento) che si trova sulla collina a ridosso del centro cittadino.

### Luoghi Ferrari

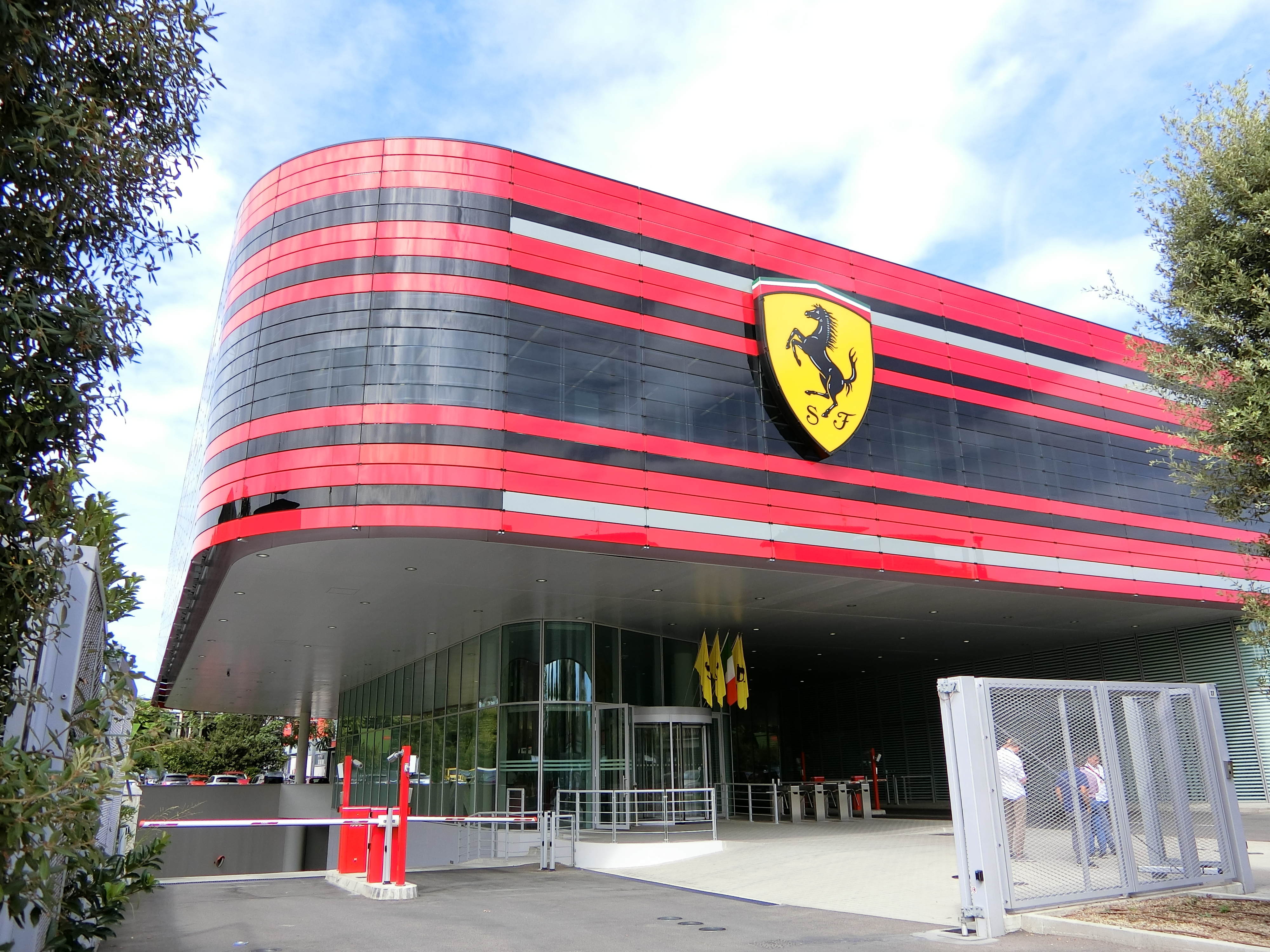
Maranello, la sede della Ferrari

Turisti e tifosi vengono da tutto il mondo per visitare il Museo Ferrari, dove sono esposti modelli storici e motori di auto sportive e da competizione, oltre a trofei e coppe, tute e caschi di piloti che documentano la storia di una delle più antiche scuderie di Formula 1.
Davanti all'ingresso della fabbrica della Ferrari (anch'essa molto fotografata dai turisti), è presente il celebre Ristorante Cavallino, dove Enzo Ferrari aveva una piccola stanza a lui riservata.
Di notevole interesse architettonico è la Galleria del vento progettata da Renzo Piano, inaugurata nel 1997 in via Grizzaga, presso gli stabilimenti Ferrari: nel tunnel della galleria vengono testate le vetture su di un tappeto mobile sincronizzato con la velocità del vento. I collaudi "dal vivo" si effettuano invece nel vicino circuito di Fiorano (adiacente agli stabilimenti di Maranello, in direzione Sassuolo).
Altri edifici degli stabilimenti Ferrari sono opera di architetti prestigiosi: il centro ricerche di Massimiliano Fuksas, la nuova meccanica di Marco Visconti, la nuova logistica e gestione sportiva di Luigi Sturchio e, tra tutti il più recente, il fabbricato per l'assemblaggio vetture progettato dall'architetto Jean Nouvel.

## Società

### Evoluzione demografica
Abitanti censiti

### Etnie e minoranze straniere
Al 31 dicembre 2023 la popolazione residente era di 17 278 abitanti. La popolazione straniera era  di 1 315 abitanti, pari al 7,62 % della popolazione. Di seguito sono riportati i gruppi più consistenti:
- Marocco 232
- Romania 194
- Albania 174
- Ghana 125
- Ucraina 68
- Cina 54
- Moldavia 54
- Tunisia 42
- Polonia 32
- Sri Lanka 26

## Cultura

### Istruzione

#### Biblioteca comunale Mabic (Maranello Biblioteca Cultura)
Il comune dispone di una biblioteca con una dotazione di circa 44.000 volumi, oltre a supporti audiovisivi e stampa periodica. I servizi offerti sono il reference, il prestito locale e il prestito interbibliotecario.
Nell'autunno 2011, l'intero patrimonio librario è stato traslocato nella nuova sede, disegnata da Arata Isozaki e realizzata in collaborazione con Andrea Maffei, caratterizzata dalla conformazione curva delle linee delle sue pareti in cristallo e operativa dal 19 novembre 2011.

### Media

#### Spot pubblicitari
Nel 2009 le strade del comune di Maranello sono state protagoniste della campagna pubblicitaria Audi per la R8. Lo stile volutamente provocatorio dello spot, in cui gli abitanti vengono ritratti inorriditi dal passaggio della 10 cilindri tedesca arrivando addirittura a coprire gli occhi dei bambini e a sputarle addosso, hanno creato diverse polemiche.

### Eventi
- Maranello in giugno: ogni fine settimana di giugno animazioni, spettacoli e bancarelle nelle piazze e nelle vie del centro.
- Notte Rossa di Maranello: appuntamento in giugno per appassionati di motori, spettacoli, musica e animazioni per celebrare il mito della Ferrari.
- Gran Premio del Gusto: si tiene ogni anno, la prima domenica di ottobre, nella piazza centrale del paese.
- Ogni domenica del Gran Premio di Formula 1 la gara viene proiettata gratuitamente presso l'Auditorium Enzo Ferrari.

## Geografia antropica

### Frazioni
Nelle frazioni, che in buona parte conservano l'aspetto rurale precedente l'industrializzazione si segnalano la pieve di Fogliano, di cui risultano testimonianze dell'anno 963, la torre "de Pietrobonis" di epoca medievale e la chiesa dei Santi Pietro e Paolo con un organo del 1586 a Torre Maina.
Vicino alla frazione di Pozza si trova il parco di Villa Bice (ex Rangoni-Machiavelli) che ha ospitato sculture appartenenti alla collezione d'arte contemporanea "Severi". Il nucleo originario di oltre 100 opere, in gran parte vendute, includeva importanti lavori di Pietro Cascella (La fontana degli sposi), Giò Pomodoro (La porta e il Sole), Yoshin Ogata (Le vie dell'acqua) e di altri artisti contemporanei (Cassani, Celiberti, Quinto Ghermandi, Guasti, Guidi, Lutz, Augusto Murer, Perez, Rotar, Davide Scarabelli, Alberto Viani, Roberto Tirelli, Baraldi, Biolchini, Di Fabio, Tinè, Natalino Andolfatto, Doyle, Legnagli, Magelli, Sacha Sosno).
Nel 2005 la villa e il parco sono stati acquistati dalla famiglia Degli Antoni Guido e Cristoforo. Nel 2006 grazie a un accordo fra la famiglia Degli Antoni e l'amministrazione del Comune di Maranello il parco è stato aperto al pubblico,  negli anni seguenti è stato teatro di diversi eventi e manifestazioni tra cui il festival della poesia e parco in fiore. Dopo un'accurata attività di rivalorizzazione portata avanti dalla famiglia Degli Antoni, dal 2010 la Villa ed il parco vengono utilizzati per organizzare eventi, manifestazioni e cerimonie sia a carattere pubblico che privato.
Nell'arco dell'anno 2013, nonostante la Villa fosse comunemente conosciuta come Villa Rangoni Machiavelli, la proprietà ha ripristinato l'originaria denominazione, Villa Bice.

## Infrastrutture e trasporti

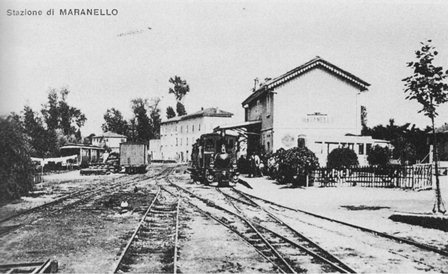
Stazione di Maranello

Fra il 1893 e il 1937 Maranello costituì il capolinea meridionale della tranvia a vapore che la congiungeva con Modena. Il progetto di trasformazione come ferrovia della stessa e prolungamento fino a Pavullo nel Frignano, pur cantierato e giunto ad un avanzato stato di realizzazione, non fu mai attuato.

## Amministrazione
| Periodo | Periodo   | Primo cittadino     | Partito   | Carica  | Note |
| ------- | --------- | ------------------- | --------- | ------- | ---- |
| 2004    | 2009      | Lucia Bursi         | DS poi PD | Sindaco |      |
| 2009    | 2014      | Lucia Bursi         | PD        | Sindaco |      |
| 2014    | 2019      | Massimiliano Morini | PD        | Sindaco |      |
| 2019    | 2024      | Luigi Zironi        | PD        | Sindaco |      |
| 2024    | in carica | Luigi Zironi        | PD        | Sindaco |      |

### Gemellaggi
- Ozieri, dal 1986[senza fonte]
- Ittireddu, dal 1986[senza fonte]
- Bultei, dal 1986[senza fonte]
- Burgos, dal 1986[senza fonte]

### Patti di amicizia
- Itapirapuã, dal 2009[senza fonte]
- Oviedo, dal 2010[senza fonte]
- Sakahogi, dal 2012[senza fonte]
- Balcarce, dal 2022[senza fonte]
- Siculiana, dal 2024[senza fonte]
- Castorano, dal 2025[senza fonte]